# Bay (Aksu)

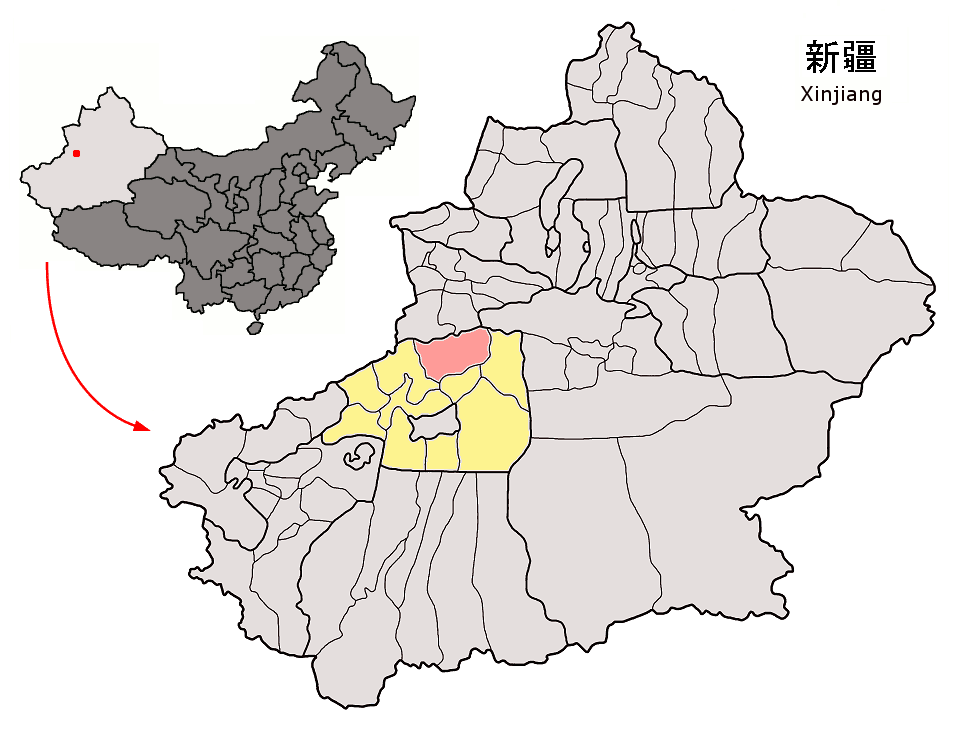
Lage des Kreises Bay (Baicheng) in Xinjiang

Der Kreis Bay (chinesisch 拜城县, Pinyin Bàichéng Xiàn, uigurisch باي ناھىيىسى Bay Naⱨiyisi) des Regierungsbezirks Aksu liegt im Uigurischen Autonomen Gebiet Xinjiang der Volksrepublik China. Er hat eine Fläche von 15.917 km² und zählt 229.252 Einwohner (Stand: Zensus 2010). Sein Hauptort ist die Großgemeinde Baicheng (拜城镇).
Die Tausend-Buddha-Höhlen von Kizil (Kezi'er Qianfodong) im Kreis Bay stehen seit 1961 auf der Liste der Denkmäler der Volksrepublik China (1-41).

## Verwaltung
Der Kreis verwaltet folgende Großgemeinden und Gemeinden:
Großgemeinden (镇 zhèn):
- 拜城镇 Baicheng zhèn
- 察尔其镇 Cha’erqi zhèn
- 赛里木镇 Sailimu zhèn
- 铁热克镇 Tiereke zhèn

Gemeinden (乡 xiāng):
- 布隆乡 Bulong xiāng
- 大桥乡 Daqiao xiāng
- 黑英山乡 Heiyingshan xiāng
- 康其乡 Kangqi xiāng
- Gemeinde Kizil (克孜尔乡)
- 老虎台乡 Laohutai xiāng
- 米吉克乡 Mijike xiāng
- 托克逊乡 Tuokexun xiāng
- 温巴什乡 Wenbashen xiāng
- 亚吐尔乡 Yatu’er xiāng